# Pimpla dorsata
Pimpla dorsata är en stekelart som först beskrevs av Dalla Torre 1901.  Pimpla dorsata ingår i släktet Pimpla och familjen brokparasitsteklar. Inga underarter finns listade i Catalogue of Life.